# Claude Nobs
Claude Nobs, noto anche con lo pseudonimo di Funky Claude (Montreux, 4 febbraio 1936 – Losanna, 10 gennaio 2013), è stato un imprenditore svizzero, fondatore e direttore generale del Montreux Jazz Festival.

## Biografia

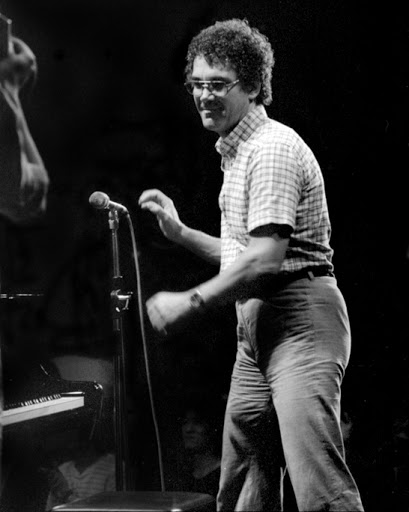
Nobs mentre presenta i Bill Evans Trio al Montreux Jazz Festival, il 12 luglio 1978

Nobs nacque a Montreux, in Svizzera. Dopo un apprendistato da cuoco, lavorò all'ufficio turistico di Montreux. Successivamente andò a New York, dove conobbe Nesuhi Ertegün, l'allora presidente dell'Atlantic Records. Conobbe anche Roberta Flack e la invitò al Rose d’Or de Montreux. Successivamente, Aretha Franklin approdò in Europa grazie a lui. All'età di 31 anni, mentre era direttore dell'ufficio turistico di Montreux, organizzò il primo festival jazz con artisti come Charles Lloyd, Keith Jarrett, Ron McLure e Jack DeJohnette . Questo nuovo festival ebbe successo immediato e divenne famoso ben oltre la Svizzera. Nobs trasformò rapidamente il suo festival in un luogo di ritrovo internazionale per gli amanti del jazz.
Nel 1971, i Deep Purple decisero di produrre e registrare il loro album Machine Head a Montreux. Il gruppo doveva anche registrare al Casinò di Montreux, poco dopo l'esibizione di Frank Zappa . Durante il concerto di Zappa, il Casinò prese fuoco e andò distrutto. Nobs salvò diversi giovani dalle fiamme; avendo prestato servizio come pompiere volontario, sapeva che il Casinò sarebbe andato distrutto e si attivò immediatamente per farli evacuare. Questo atto gli valse una menzione (nella riga "Funky Claude was running in and out pulling kids out the ground") nella canzone Smoke on the Water, che parla dell'incidente. Inoltre, sulla copertina interna dell'album originale, la sua foto è l'unica con tanto di nome oltre a quelle dei membri della band stessa. 
Nel 1973 Nobs divenne il direttore delle filiali svizzere di Warner, Elektra e Atlantic. Nell'album dal vivo Jethro Tull Bursting Out (registrato il 28 maggio 1978 a Berna), si può sentire Nobs che annuncia in svizzero tedesco "Gueten Abig mitenand, und herzlich willkommen in der Festhalle Bern!" ("Buona sera a tutti e benvenuti al Festhall di Berna"). Durante gli anni '90, Nobs condivise la direzione del festival con Quincy Jones e fece di Miles Davis un ospite d'onore. Il festival continuò a diversificarsi e non fu più esclusivamente rivolto alla musica jazz. 
Nel 2004 il festival attirò 200.000 visitatori. Il 25 settembre 2004 Nobs ricevette il Tourism Prize of Salz & Pfeiffer. Il cantone di Vaud gli conferì il "Prix du Rayonnement" per i suoi contributi alla musica. Ricevette anche un dottorato onorario. Nobs suonò l'armonica nella traccia di apertura dell'album di Chris Rea del 1983, Water Sign . Nel 2005, durante la campagna referendaria sull'unione civile in Svizzera per coppie dello stesso sesso, dichiarò pubblicamente la sua omosessualità per sostenere la nuova legge. All'epoca Claude Nobs aveva una relazione con il suo partner, Thierry Amsallem, dal 1987. 
Il 24 dicembre 2012 ebbe un incidente sciistico mentre faceva sci nordico, in Svizzera. Dopo essere entrato in coma, morì il 10 gennaio 2013 all'età di 76 anni.